# Erik Holmey
Erik Holmey (* 25. Februar 1942 in Frederiksberg) ist ein dänischer Schauspieler.

## Leben
Erik Holmey wuchs in Frederiksberg auf. Im Jahr 1969 zog er nach Kopenhagen, wo er seither lebt. Dort absolvierte er bis 1972 seine Schauspielausbildung an der Staatlichen Theaterhochschule. Als Bühnendarsteller wirkte er in mehreren Theaterstücken und in Musicals mit. Von 1973 bis 1981 war er am Odense Teater als festes Ensemblemitglied engagiert.
Holmey hat seit 1970 als Schauspieler vor der Kamera in bislang mehr als 60 Film-und-Fernsehproduktionen mitgewirkt. Neben vielen dänischen Filmen wirkte er auch in einigen internationalen Spielfilmproduktion mit, wie beispielsweise an der Seite von Arnold Schwarzenegger in Conan der Barbar. Nebenbei ist Holmey auch als Synchronsprecher für Animationsfilme und Zeichentrickfilme tätig.

## Filmografie (Auswahl)
- 1970: Muffen
- 1972: Professor Bumskes Liebesschule
- 1979: Die Leute von Korsbaek (Fernsehserie, 1 Folge)
- 1982: Conan der Barbar
- 1984: Conan der Zerstörer
- 1984: Privatdetektiv Anthonsen (Fernsehserie, 1 Folge)
- 1985: Red Sonja
- 1986: Mord im Dunkeln
- 1986: Die Augen des Wolfes
- 1997: Fräulein Smillas Gespür für Schnee
- 1998: Taxa (Fernsehserie, 2 Folgen)
- 1998: Angel of the Night
- 1999: In China essen sie Hunde
- 2002: Old Men in New Cars – In China essen sie Hunde 2
- 2003: Jesus und Josefine (Fernsehserie)
- 2006: Der verlorene Schatz der Tempelritter
- 2007: Pistoleros